# نيكوليتا دينكا
نيكوليتا دينكا (بالرومانية: Nicoleta Dincă)‏ مواليد 2 يوليو 1982 في رومانيا، هي لاعبة كرة يد رومانية تلعب كجناح أيسر. مثلت منتخب رومانيا لكرة اليد للسيدات.

## سجل المنافسة
شاركت في البطولات التالية:
- بطولة العالم لكرة اليد للسيدات 2013
- بطولة أوروبا لكرة اليد للسيدات 2012

## روابط خارجية
- نيكوليتا دينكا على موقع الاتحاد الأوروبي لكرة اليد (الإنجليزية)